# Okres Svidník
Svidník is een district (Slowaaks: Okres) in de Slowaakse regio Prešov. De hoofdstad is Svidník. Het district bestaat uit 2 steden (Slowaaks: Mesto) en 66 gemeenten (Slowaaks: Obec).

## Steden
- Giraltovce
- Svidník

## Lijst van gemeenten
| - Belejovce - Beňadikovce - Bodružal - Cernina - Cigla - Dlhoňa - Dobroslava - Dubová - Dukovce - Fijaš - Havranec - Hrabovčík - Hunkovce - Jurkova Voľa - Kalnište - Kapišová - Kečkovce - Kobylnice - Korejovce - Kračúnovce - Krajná Bystrá - Krajná Poľana | - Krajná Porúbka - Krajné Čierno - Kružlová - Kuková - Kurimka - Ladomirová - Lúčka - Lužany pri Topli - Matovce - Medvedie - Mestisko - Mičakovce - Miroľa - Mlynárovce - Nižná Jedľová - Nižná Pisaná - Nižný Komárnik - Nižný Mirošov - Nižný Orlík - Nová Polianka - Okrúhle - Príkra | - Pstriná - Radoma - Rakovčík - Rovné - Roztoky - Soboš - Stročín - Svidnička - Šarbov - Šarišský Štiavnik - Šemetkovce - Štefurov - Vagrinec - Valkovce - Vápeník - Vyšná Jedľová - Vyšná Pisaná - Vyšný Komárnik - Vyšný Mirošov - Vyšný Orlík - Železník - Želmanovce |

Okres Bardejov · Okres Humenné · Okres Kežmarok · Okres Levoča · Okres Medzilaborce · Okres Poprad · Okres Prešov · Okres Sabinov · Okres Snina · Okres Stará Ľubovňa · Okres Stropkov · Okres Svidník · Okres Vranov nad Topľou